# Cacos
Als Cacos (Haitianisch-Kreolisch Kako) wird eine Gruppierung von bewaffneten schwarzen Haitianern genannt, die sich im Jahr 1867 als konterrevolutionäre Opposition zusammenschloss und zunächst im Norden des Landes gegen die Regierung von Sylvain Salnave vorging. Besonders in der Zeit der amerikanischen Besetzung Haitis (1915–1934) waren es die Cacos, die sich der fremden Macht nachhaltig und unter hohen Verlusten entgegenstellten.

## Bezeichnung

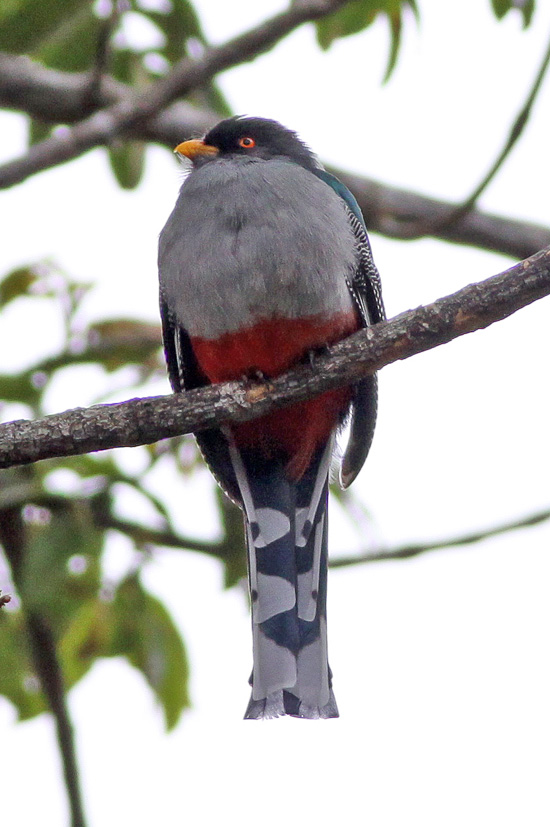
Hispaniola Trogon (Priotelus roseigaster)

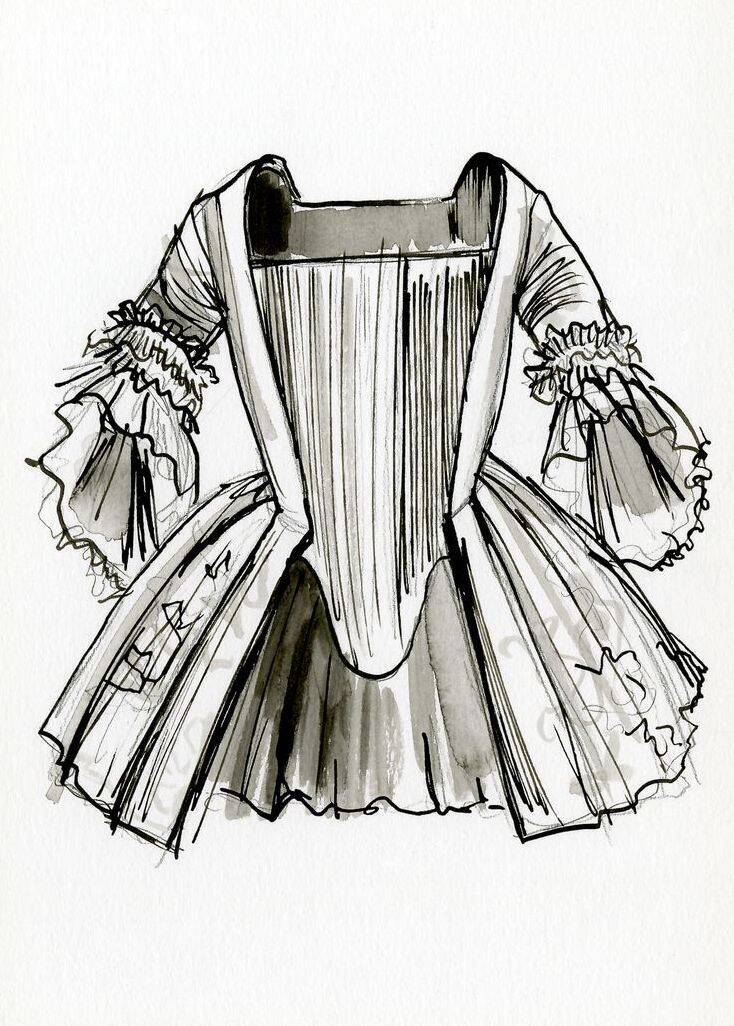
Caraco

Häufig wird die Bezeichnung Cacos mit dem einheimischen Namen für den Papageienvogel Hispaniola Trogon (Priotelus roseigaster) zurückgeführt. Cacos „pflegten sich wie der gleichnamige Vogel unter den Blättern zu verstecken, um unerwartet auf den Feind zu stoßen und ihn anzugreifen“, heißt es bei dem haitianischen Historiker Horace Pauléus Sannon (1870–1938).
Es gibt andere Lesarten der Entstehung des Namens. So wird das Kleidungsstück Caraco genannt, eine Ende des 18. Jahrhunderts in Frankreich eingeführte Jacke für Frauen, die im Norden Haitis verbreitet war. Diese könne namensgebend gewesen sein.
Während der anhaltenden Kämpfe der Cacos mit den US-Marines erfanden diese eine Reihe von Abwandlungen der Bezeichnung der Cacos, die jedoch keinerlei Bezug zu deren eigentlichen Namensgebung hatten.

## Revolte gegen Salnave
Bauern in den abgelegenen nördlichen Ortschaften Vaillières und Mont-Organisé begannen im Jahr 1867 einen Aufstand gegen die bereits im Süden des Landes unter Druck gekommene Regierung des Präsidenten Salnave. Ihr Anführer war Oberst Robert Noël aus Mont-Organisé, dem es rasch gelang, den strategisch wichtigen Ort Mombin-Crochu einzunehmen.
Der spätere Präsident General Nord Alexis führte die Regierungskräfte gegen die Cacos und es gelang ihm, nach Monaten Orte wie Dondon zurückzuerobern. Die Cacos hielten das Fort Biassou, 10 Kilometer südlich von Saint-Raphaël, das im Jahr 1795 von den Engländern gebaut worden war. Als auch dieser Hauptverteidigungspunkt im Spätsommer fiel, flohen die Cacos über die Grenze in den spanischen Teil von Hispaniola.
Der Erfolg von General Nord Alexis wurde zunichtegemacht, als Präsident Salnave von ihm forderte, die Ausgangspunkte der Revolte zu besetzen und unter Kontrolle zu halten. Die Cacos nutzen diese Bewegungen, um den Regierungstruppen aus Hinterhalten empfindliche Verluste zuzufügen. Durch Ereignisse in der Hauptstadt gehindert, die Dinge im Norden weiter zu verfolgen, ließ Salnave vom Norden ab. Die Cacos konnten ihre Stellungen ausbauen und sich selbst als gestärkt aus den Kämpfen hervorgegangen betrachten.
Als es im Dezember 1869 zum Sturz von Salnave kam, indem Port-au-Prince eingenommen wurde, kämpften Cacos Seite an Seite mit Aufständischen aus dem Süden.

## Kampf gegen die amerikanische Besetzung
Die Cacos erlangten faktisch den Status einer politischen Kraft, die für die Interessen der schwarzen Landarbeiter eintrat. Es bildeten sich innerhalb der Bewegung verschiedene Fraktionen heraus, die letztlich jedoch stets geeint gegen gemeinsame Gegner vorgingen. In den turbulenten Jahren 1911 bis 1914 waren dies vor allem finanzstarke ausländische Investoren, Vertreter fremder Mächte und haitianische Politiker, die „unpatriotisch“ den ausländischen Einfluss ausnutzten. In einem kurzen aber heftigen Bürgerkrieg gelang es dem Führer einer der Caco-Fraktionen, Joseph Davilmar Théodore, die Präsidentschaft Haitis zu übernehmen, um wenige Monate später wieder gestürzt zu werden. Es war ihm nicht gelungen, sein Versprechen einzulösen, den Landarbeitern zu einem geregelten Einkommen zu verhelfen.

U.S. Marines verfolgen Cacos, 1919

Die Vereinigten Staaten marschierten am 28. Juli 1915 in Haiti ein – vorgeblich, um nach der Ermordung des haitianischen Präsidenten Vilbrun Guillaume Sam die Ordnung wiederherzustellen – und hielten die Insel bis 1934 mit einer Marinetruppe besetzt. Während es den US-Streitkräften gelang, die Städte recht schnell zu befrieden, hielten die Cacos in den Bergregionen im Norden ständigen Widerstand aufrecht.

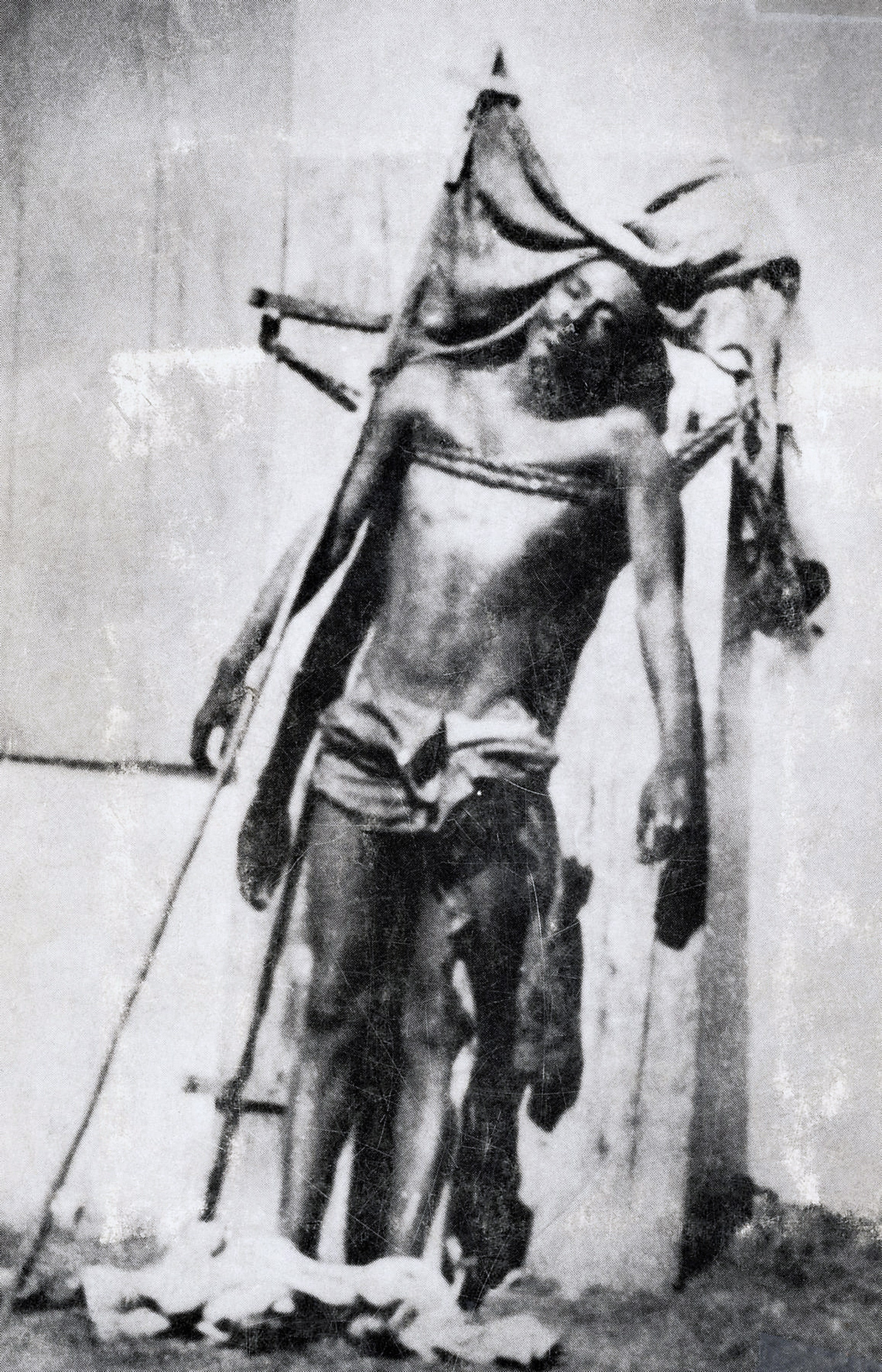
Zur Schau gestellter Leichnam von Charlemagne Péralte

Trotz mangelnder lokaler Unterstützung drohten die Cacos in der Nähe von Cap-Haïtien die US-Marines in der Schlacht von Fort Dipitie zu besiegen, doch durch den geschickten Einsatz von Verstärkungen gelang es den Marines, einen überraschenden Gegenangriff zu starten, bei dem die gesamte Cacos-Truppe entweder getötet oder gefangen genommen wurde.
Die Marineinfanteristen drangen daraufhin langsam in das gebirgige Gebiet der Cacos vor, wo sie schließlich die Reste der Guerillatruppe in der Schlacht von Fort Rivière gefangen nahmen und besiegten.
Wichtigster und charismatischer Führer der Cacos war Charlemagne Péralte, der in Gefangenschaft geriet und schließlich am 1. November 1919 von den Amerikanern getötet wurde. Sein Nachfolger wurde Benoît Batraville, der am 20. Mai 1920 in Savanette ebenfalls von der Besatzungsmacht hingerichtet wurde.